# Johann Friedrich Julius Schmidt
Johann Friedrich Julius Schmidt (Eutin, 25 ottobre 1825 – Atene, 7 febbraio 1884) è stato un astronomo e geofisico tedesco.

## Biografia
All’età di 14 anni entrò in possesso di una copia del testo Selenotopographische Fragmente di Johann Hieronymus Schröter che influenzò per sempre il suo interesse per la selenografia. Durante il periodo scolastico visitò l’Osservatorio di Altona dove ebbe modo di visionare la mappa lunare realizzata da Wilhelm Beer e Johann Heinrich von Mädler confermando il suo interesse per lo studio della Luna. Nel 1845 divenne assistente presso l’Osservatorio astronomico privato realizzato da Johann Benzenberg a Düsseldorf ma già un anno dopo era presso l'Osservatorio di Bonn con Friedrich Wilhelm Argelander.  Nel 1853 fu nominato direttore dell’Osservatorio privato del Barone von Unkrechtsberg a Olmütz (oggi Olomouc nella Repubblica Ceca). Nel 1858 divenne direttore del nuovo Osservatorio Nazionale di Atene; dopo il pensionamento, rimase ad Atene fino alla data della sua morte

## Contributi scientifici
Impegnò gran parte della sua vita lavorativa nella osservazione della Luna per la produzione di una sua completa mappa. Intorno al 1868 la sua mappa lunare era pressoché completata ma continuò ad apportare continui miglioramenti sino al 1874 anno della sua pubblicazione. La sua mappa fu celebrata come migliore di quella prodotta da Beer e Mädler. Il 24 novembre del 1876 scoprì Nova Cygni conosciuta anche come Q Cygni. Si dedicò anche agli studi di vulcanologia, con spedizioni sul campo in Italia meridionale e in Grecia studiando di quest'ultima anche la climatologia.

## Onorificenze[2]
- Dottorato honoris causa (Ehrendoctor) dall'Università di Bonn nel 1868
- Membro della Royal Astronomical Society nel 1874
- Premio Valz dell'Accademia francese delle scienze nel 1878

A Johann Friedrich Julius Schmidt, insieme a Bernhard Woldemar Schmidt e Otto Yulyevich Schmidt, la UAI  ha intitolato il cratere lunare Schmidt e, insieme a Otto Yulyevich Schmidt, il cratere di Marte Schmidt.